# Fridesvida
Fridesvida, (Frideswide o Frithuswith) (... – 735), è stata una religiosa anglosassone, badessa di un monastero presso Oxford. È venerata come santa dalla Chiesa cattolica.

## Biografia
Secondo la tradizione, era figlia di Didan, principe dei Pitti, e di sua moglie Safrida, entrambi cristiani: la sua educazione fu curata dalla governante Olgiva.
Si ritirò nel monastero fatto erigere dal padre nei suoi possedimenti. Fu badessa e morì in fama di santità nel 735.
Una leggenda narra che guarì un lebbroso con un bacio.

## Culto
Il monastero di Fridesvida nel XII secolo fu trasformato in priorato agostiniano e sul sito della chiesa abbaziale sorse la Christ Church di Oxford; con il permesso di Papa Clemente VII, il priorato fu soppresso e trasformato nel Cardinal's College, dissolto da Enrico VIII nel 1546. La Christ Church fu elevata a dignità di cattedrale della diocesi di Oxford e la Santa Sede confermò tale dignità sotto il regno di Maria la Cattolica.
La tomba di Fridesvida è ancora conservata nella chiesa di Oxford, ma le sue reliquie furono profanate al tempo della Riforma e unite ai resti di una monaca apostata, sposa di Pier Martire Vermigli.
Il suo elogio si legge nel Martirologio romano al 19 ottobre.